# Якич, Анте
Анте Юретович Якич (хорв. Ante Jureta Jakić; 11 июля 1914, Пискавица — 22 мая 1942, гора Чемерница) — югославский слесарь, партизан Народно-освободительной войны, Народный герой Югославии.

## Биография
Родился 11 июля 1914 в деревне Пискавица (недалеко от Баня-Луки). До Второй мировой войны работал слесарем. Член Коммунистической партии Югославии с 1939 года. На народно-освободительном фронте с 1941 года.
Погиб 22 мая 1942 в битве на горе Чемерница против четников. Похоронен в Баня-Луке на Партизанском памятном кладбище. Указом Иосипа Броза Тито от 27 июля 1953 посмертно награждён званием Народного героя Югославии.
Якичу установлен памятник в Баня-Луке, в его честь названо одно из сёл в Республике Сербской.